# Музика Таїланду
Музика Таїланду відображає його географічне положення «на перехресті» Китаю і Індії, а також знаходження на торговому шляху, історично, який включав Персію, Африку, Грецію і Рим. Тайські музичні інструменти відрізняються різноманітністю. Деякі з них прийшли з інших країн, як то Індії, Китаю, Персії, Індонезії. І хоча Таїланд ніколи не був колонією, сучасна західна музика, в тому числі поп, стала вельми впливовою в цій країні.
Тайські ентічні меншини також зберегли свою традиційну музичну культуру.

## Традиційна і народна музика

### Піпхат
Це найбільш звичайний з традиційних музичних стилів Таїланду. Середніх розмірів оркестр з двома ранатамі та іншими інструментами грає танцювальну музику, яка символізувала танець легендарних тайських драконів. Є більш гучна манера гри для вулиці і менш гучна для виконання музики в приміщеннях.

### Кхруанг саі

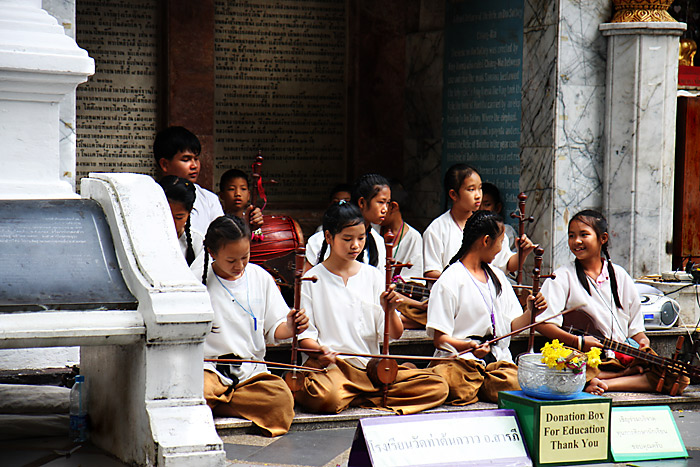
Школярі і школярки грають музику кхруанг саи перед храмом

Цей стиль зазнав китайський вплив, в тому числі це стосується музичних інструментах, які використовували. Часто музику кхруанг саі виконують під час вистав традиційного лялькового театру, який, в свою чергу, також, швидше за все, має китайське походження.

### Мор Лам
Цей стиль пов'язаний з музикою Лаосу.

### Кантрум
Кантрум — це стиль, популярний в Ісані. Танцювальна народна музика, яку часто виконують кхмери, які живуть біля кордону з Камбоджею.

## Музичні інструменти

Приклади традиційних інструментів
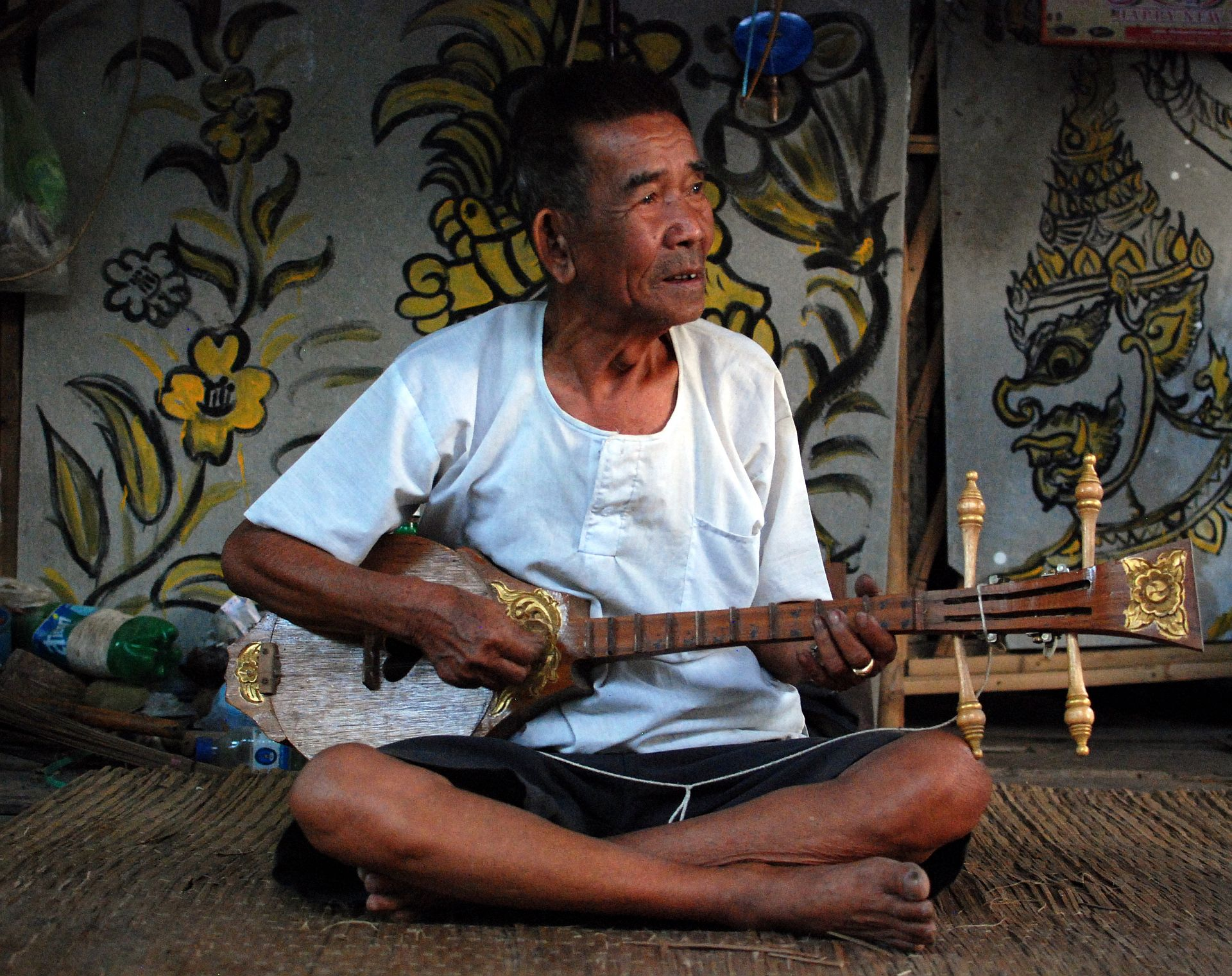
Учитель музики в Mae On, близько Чианг Мая грає на суенге.
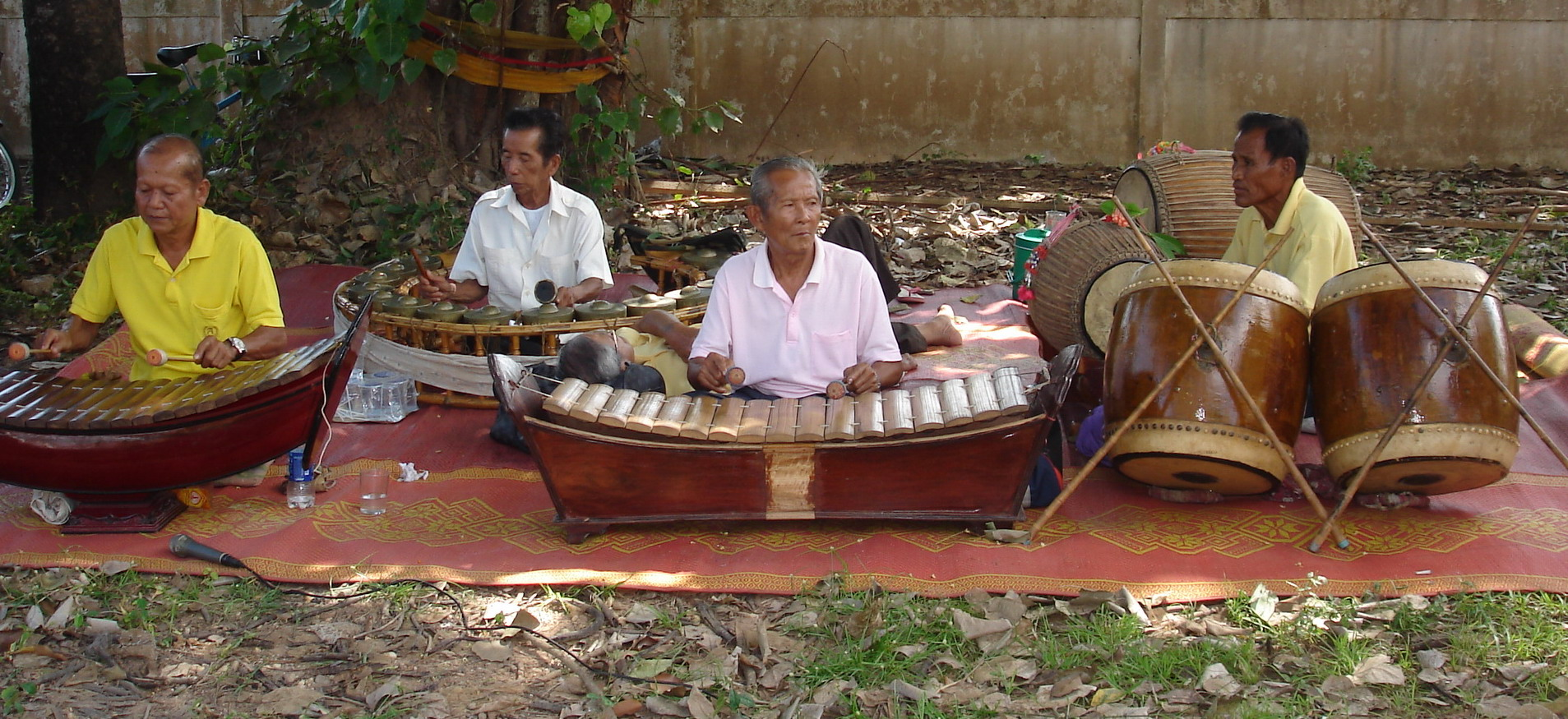
Група музикантів грає на ранате.
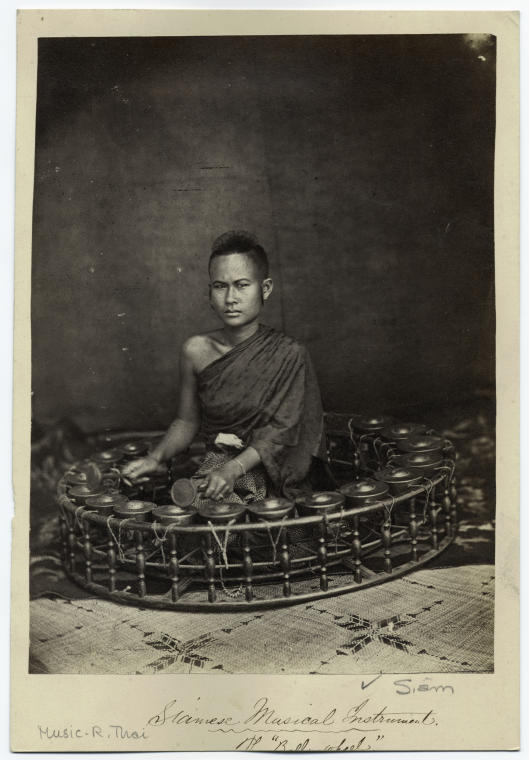
Гра на хонг вон леке.
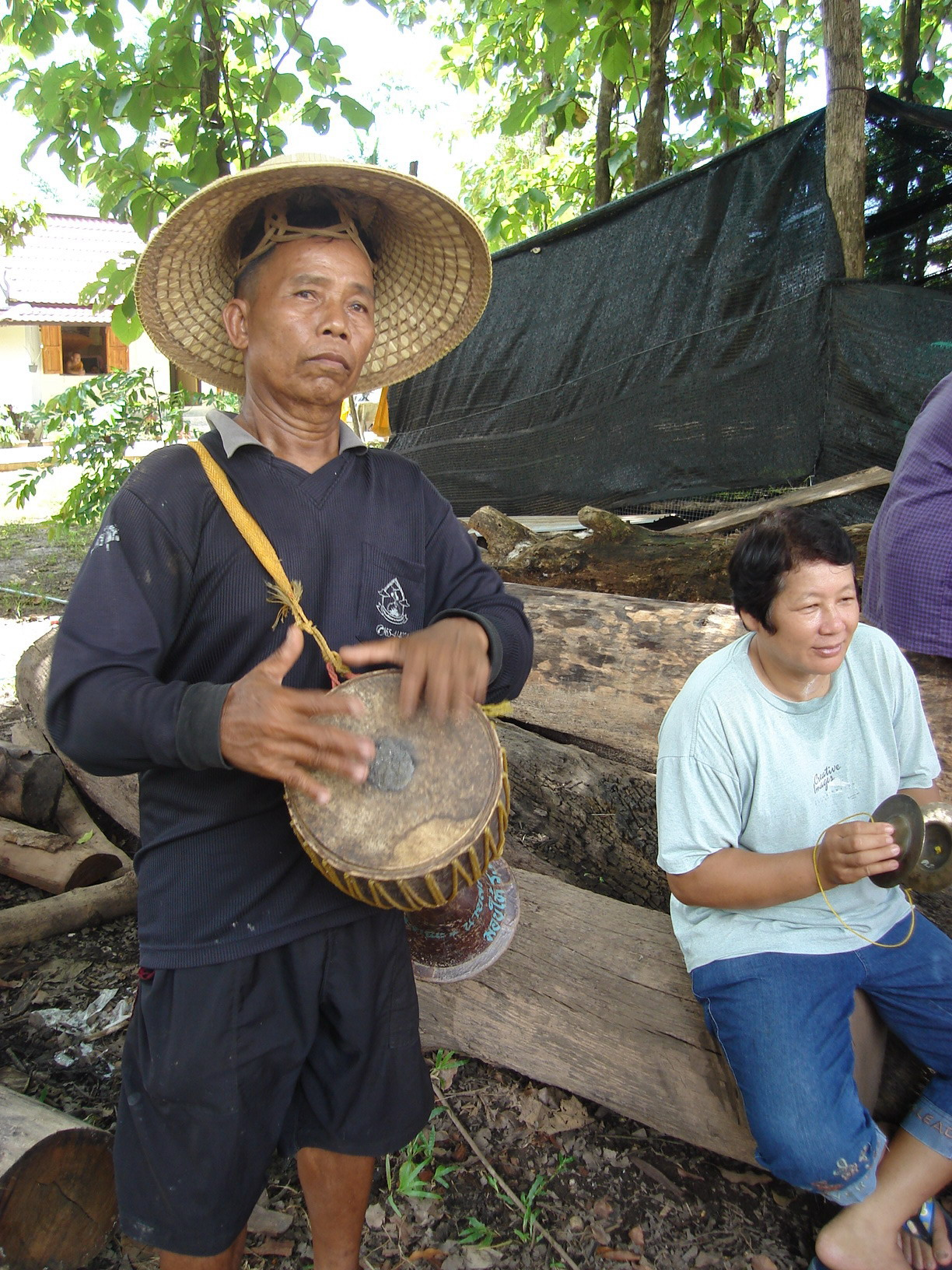
Маленький барабан.
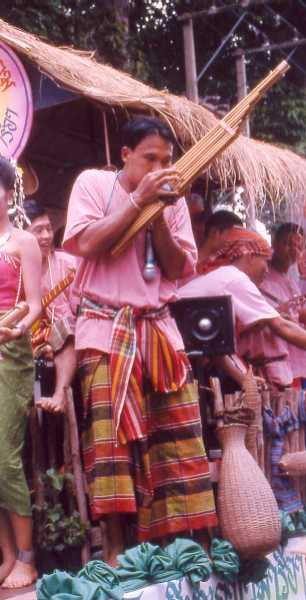
Музикант в саронгу і пакам.
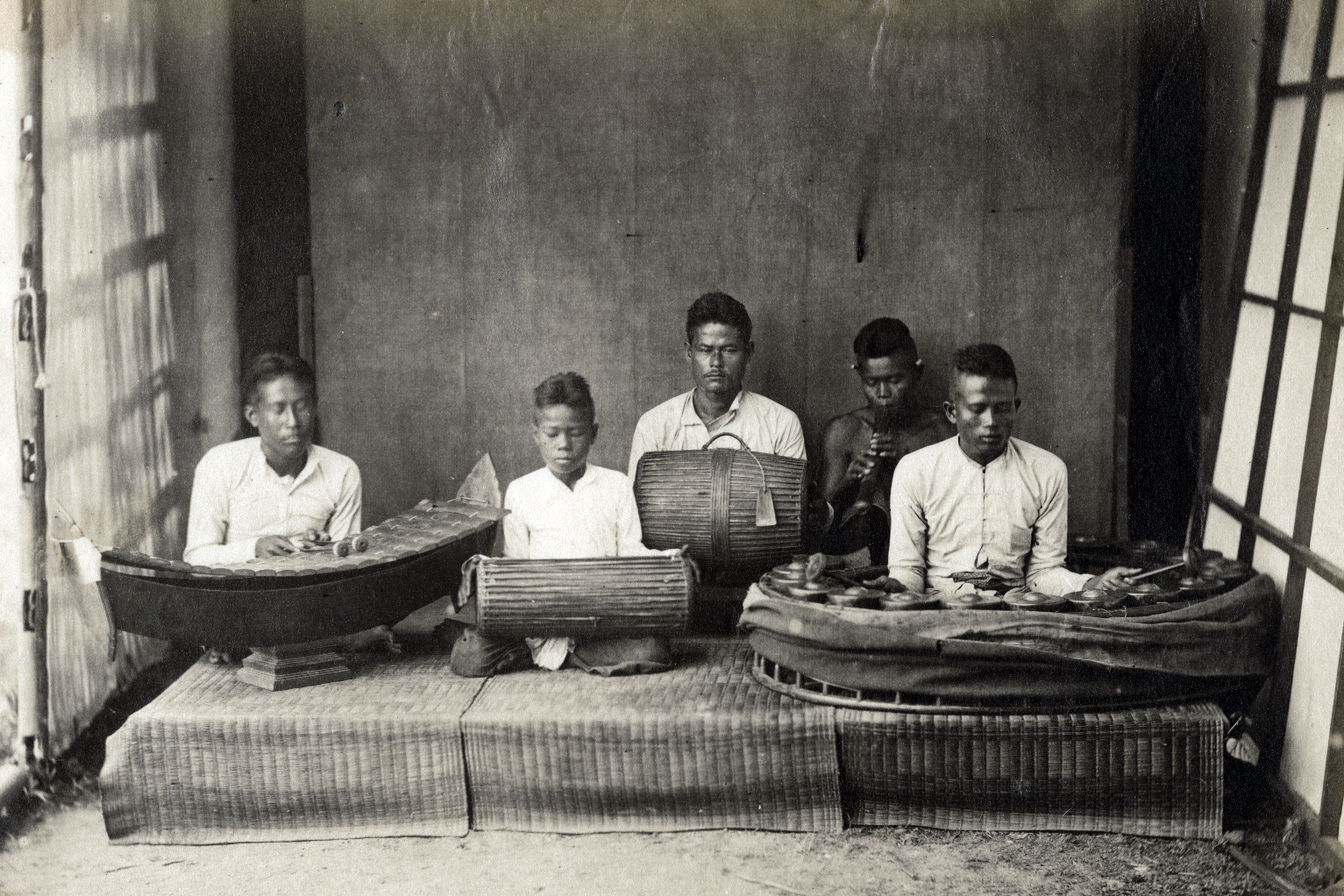
Тайський оркестр, 1900.
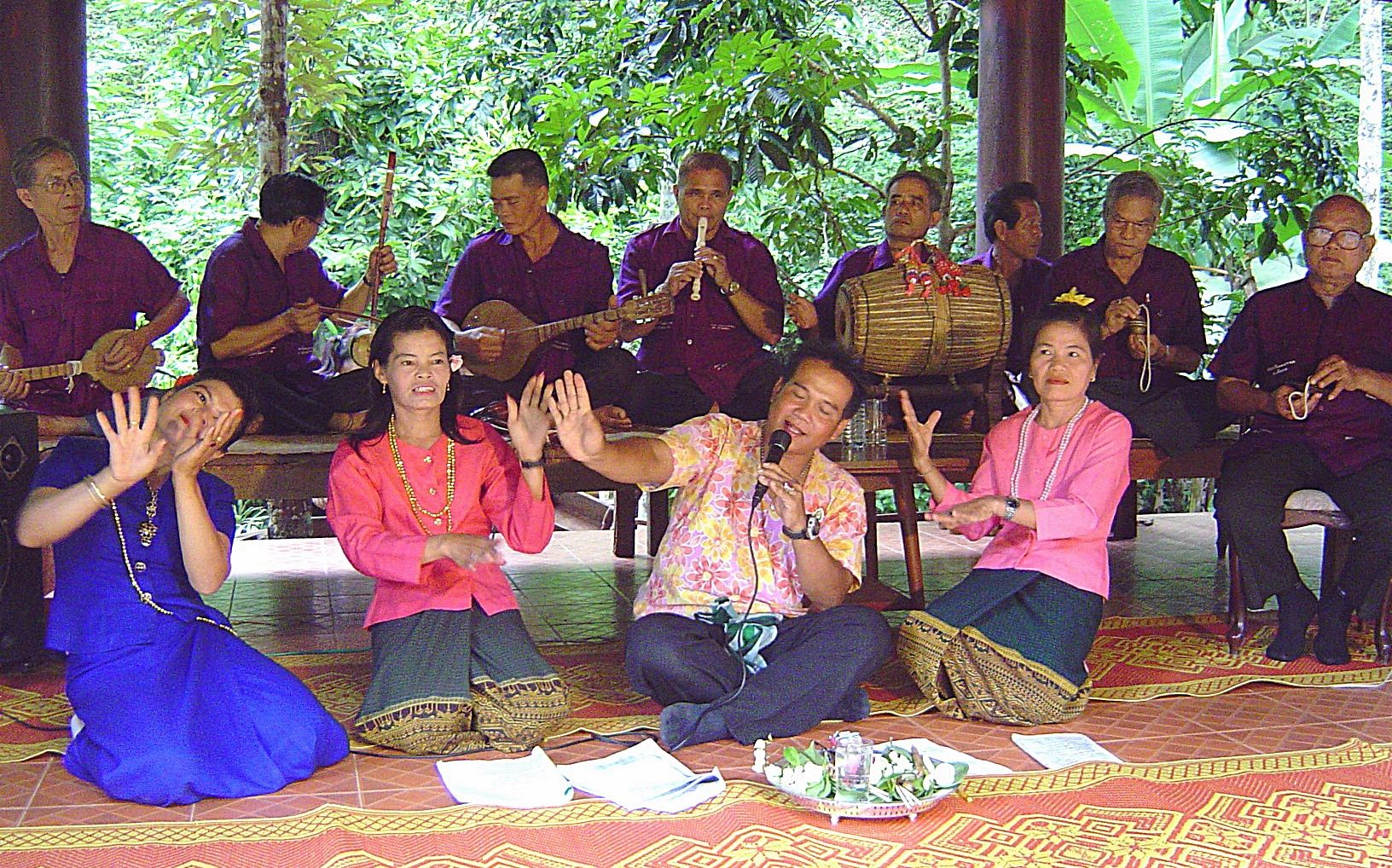
Традиційна тайська музична група в музеї.

## Зустріч із західною музикою

### Творчість короля
Король Таїланду Пхуміпон Адульядет створив ряд пісень. Всього їх було 48, одна з мелодій (Пхленг пра Рача Ніпон) навіть здобула популярність. У цих композиціях відчутний вплив західної музики, особливо джазу.

### Хеві-метал
Був дуже популярний в Таїланді на початку 1990-х.

## Інді
У Таїланді є незалежні музиканти і студії, що створюють музику для некомерційного використання. Для прикладу можна назвати Bakery Music (зараз керується Sony Music)  [Архівовано 30 вересня 2020 у Wayback Machine.]; Smallroom  [Архівовано 26 вересня 2021 у Wayback Machine.]; FAT radio  [Архівовано 27 вересня 2021 у Wayback Machine.]; City-Blue ; Coolvoice  [Архівовано 18 листопада 2019 у Wayback Machine.]; Dudesweet  [Архівовано 4 січня 2022 у Wayback Machine.]; Idea-radio  Panda Records  [Архівовано 21 грудня 2013 у Wayback Machine.]; і SO :: ON Dry Flower  [Архівовано 27 вересня 2021 у Wayback Machine.].

## Додаткова література
- Clewley, John. «Songs for Living». 2000. In Broughton, Simon and Ellingham, Mark with McConnachie, James and Duane, Orla (Ed.), World Music, Vol. 2: Latin & North America, Caribbean, India, Asia and Pacific, pp 241—253. Rough Guides Ltd, Penguin Books. ISBN 1-85828-636-0
- Morton, David (1976). The Traditional Music of Thailand. University of California Press. ISBN 0-520-01876-1 .